# Saur-Sojasun/2011
Deze pagina geeft een overzicht van de Saur-Sojasun-wielerploeg in 2011.

## Algemeen
Algemeen manager: Stéphane Heulot
Ploegleiders: Jean-Baptiste Quiclet, Gilles Pauchard, Nicolas Guille, Lylian Lebreton
Fietsmerk: Time
Auto's: Citroën

## Renners
| Naam               | Geboortedatum | Nationaliteit | Ploeg 2010       |
| ------------------ | ------------- | ------------- | ---------------- |
| Cyril Bessy        | 29-05-1986    | Frankrijk     |                  |
| Jimmy Casper       | 28-05-1978    | Frankrijk     |                  |
| Jérôme Coppel      | 06-08-1986    | Frankrijk     |                  |
| Arnaud Coyot       | 06-10-1980    | Frankrijk     | Caisse d'Epargne |
| Anthony Delaplace  | 11-09-1989    | Frankrijk     |                  |
| Jimmy Engoulvent   | 07-12-1979    | Frankrijk     |                  |
| Jérémie Galland    | 08-04-1983    | Frankrijk     |                  |
| Jonathan Hivert    | 23-03-1985    | Frankrijk     |                  |
| Fabrice Jeandesboz | 04-12-1984    | Frankrijk     |                  |
| Sébastien Joly     | 25-06-1979    | Frankrijk     |                  |
| Christophe Laborie | 05-08-1986    | Frankrijk     | Neo              |
| Cyril Lemoine      | 03-03-1983    | Frankrijk     |                  |
| Guillaume Levarlet | 25-07-1985    | Frankrijk     |                  |
| Laurent Mangel     | 22-05-1981    | Frankrijk     |                  |
| Jean-Marc Marino   | 15-08-1983    | Frankrijk     |                  |
| Rony Martias       | 04-08-1980    | Frankrijk     |                  |
| Romain Matheou     | 08-11-1988    | Frankrijk     |                  |
| Jean-Lou Paiani    | 23-12-1988    | Frankrijk     | Neo              |
| Stéphane Poulhies  | 26-06-1985    | Frankrijk     |                  |
| Paul Poux          | 09-07-1984    | Frankrijk     | Neo              |
| Julien Simon       | 04-10-1985    | Frankrijk     |                  |
| Yannick Talabardon | 06-07-1981    | Frankrijk     |                  |
| Ludovic Turpin     | 22-03-1975    | Frankrijk     | AG2R La Mondiale |
| Stagiairs          |               |               |                  |
| Maxime Daniel      | 05-06-1991    | Frankrijk     |                  |
| Maxime Renault     | 02-01-1990    | Frankrijk     |                  |
| Etienne Tortelier  | 14-04-1990    | Frankrijk     |                  |

## Overwinningen
| Ster van Bessèges 4e etappe: Stéphane Poulhies Ruta del Sol Proloog: Jimmy Engoulvent 2e etappe: Jonathan Hivert Ronde van Murcia 2e etappe: Jérôme Coppel (na het schrappen van Alberto Contador) Eindklassement: Jérôme Coppel (na het schrappen van Alberto Contador) Parijs-Troyes Winnaar: Jonathan Hivert Klasika Primavera Winnaar: Jonathan Hivert | GP Denain Winnaar: Jimmy Casper Ronde van Bretagne 4e etappe: Paul Poux Ronde van Picardië 3e etappe: Jimmy Casper Critérium du Dauphiné Jongerenklassement: Jérôme Coppel Boucles de la Mayenne 3e etappe: Jimmy Casper 4e etappe: Jimmy Casper Eindklassement: Jimmy Casper | Prueba Villafranca de Ordizia Winnaar: Julien Simon Polynormande Winnaar: Anthony Delaplace Ronde van de Ain 2e etappe: Jimmy Casper Ronde van Gévaudan Languedoc-Rousillon 1e etappe: Guillaume Levarlet 2e etappe: Guillaume Levarlet Eindklassement: Guillaume Levarlet |

2009 · 2010 · 2011 · 2012 · 2013